# كأس أوروبا 1956–57
كأس أوروبا 1956–57 النسخة الثانية من دوري أبطال أوروبا بمسماها القديم كأس أوروبا للأندية، فاز فريق ريال مدريد للمرة الثانية بهذه البطولة بعد تغلبه على فريق فيورنتينا 2-0، أقيمت المبارة النهائية بين الفريقين على ملعب سانتياغو برنابيو في مدريد بتاريخ 30 مايو من عام 1957.
بعد النجاح الرائع للبطولة الأولى، قامت ستة دول بطلب الدخول للبطولة وهي : بلغاريا ،تشيكوسلوفاكيا ،إنجلترا ،لوكسمبورغ ،رومانيا وتركيا ، قبول إنجلترا بعد الرفض الكبير للاتحاد الإنجليزي في الموسم الأول كان الحدث الأكبر ملاحظةً وفي النهاية شارك نادي مانشستر يونايتد كممثل للكرة الإنجليزية.

## الدور التمهيدي
تم اعتماد قرعة الدور التمهيدي في باريس في مقر الاتحاد الأوروبي في يوم الجمعة 29 يونيو 1956. شارك 22 في البطولة، 21 منهم تم الزج بهم في القرعة (تم استثناء حامل اللقب ريال مدريد)، قُسمت الفرق في 3 أوعية بحيث يتضمن كل وعاء سبعة فرق. أول أربعة فرق في كل وعاء يُشاركون في الدور التمهيدي وأما الثلاثة المُتبقين يُعفون من الدور ويتأهلون مُباشرةً إلى الدور القادم. وكانت القرعة كالتالي.
|                  |                  | وعاء 1                 | وعاء 2                  | وعاء 3               |
| ---------------- | ---------------- | ---------------------- | ----------------------- | -------------------- |
| الفرق الأولى     | مباراة 1         | نادي سلوفان براتيسلافا | نادي نيس                | نادي بورتو           |
| الفرق الأولى     | مباراة 1         | ليغيا وارسو            | آرهوس جمناستيك فورينينغ | أتلتيك بيلباو        |
| الفرق الأولى     | مباراة 2         | غلطة سراي              | نادي رويال أندرلخت      | بوروسيا دورتموند     |
| الفرق الأولى     | مباراة 2         | دينامو بوخارست         | مانشستر يونايتد         | سبورا لوكسمبورغ      |
| المتأهلين مباشرةً | المتأهلين مباشرةً | نادي بودابست هونفيد    | نادي رينجرز             | فيورنتينا            |
| المتأهلين مباشرةً | المتأهلين مباشرةً | رابيد فيينا            | نادي نوركوبنغ           | نادي غراسهوبر زيوريخ |
| المتأهلين مباشرةً | المتأهلين مباشرةً | سسكا صوفيا             | رودا ياي سي             | النجم الأحمر بلغراد  |

لُعبت مُباريات الدور التمهيدي؛ وكانت النتائج كالتالي:
| الفريق الأول            | إجم. | الفريق الثاني   | مباراة الذهاب | مباراة الإياب |
| ----------------------- | ---- | --------------- | ------------- | ------------- |
| بوروسيا دورتموند        | 5–15 | سبورا لوكسمبورغ | 4–3           | 1–2           |
| دينامو بوخارست          | 4–3  | غلطة سراي       | 3–1           | 1–2           |
| نادي سلوفان براتيسلافا  | 4–2  | ليغيا وارسو     | 4–0           | 0–2           |
| نادي رويال أندرلخت      | 0–12 | مانشستر يونايتد | 0–2           | 0–10          |
| آرهوس جمناستيك فورينينغ | 2–6  | نادي نيس        | 1–1           | 1–5           |
| نادي بورتو              | 3–5  | أتلتيك بيلباو   | 1–2           | 2–3           |

1 فاز فريق بوروسيا دورتموند 7-0 في مباراة فاصلة ليتأهل إلى الدور الأول.

### مباريات الذهاب
| بوروسيا دورتموند                                               | 4–3   | سبورا لوكسمبورغ           |
| -------------------------------------------------------------- | ----- | ------------------------- |
| هيلموت براخت 31' · ألفريد نيبيكلو 54' · ألفريد بيسلير 61'، 73' | تقرير | مارك بوريكس 25'، 34'، 88' |

| دينامو بوخارست                             | 3–1   | غلطة سراي       |
| ------------------------------------------ | ----- | --------------- |
| جورجي فويسا 10'، 67' · أليكساندرو إيني 84' | تقرير | ميتن أوكتاي 77' |

| نادي رويال أندرلخت | 0–2   | مانشستر يونايتد                   |
| ------------------ | ----- | --------------------------------- |
|                    | تقرير | دينيس فويلت 25' · تومي تايلور 75' |

| نادي سلوفان براتيسلافا                                                 | 4–0   | ليغيا وارسو |
| ---------------------------------------------------------------------- | ----- | ----------- |
| إيميل بازيكي 23'، 68' · جوليوس كوفاتش 30' (ض.ج) · أنتون مورافيسيتش 40' | تقرير |             |

| آرهوس جمناستيك فورينينغ | 1–1   | نادي نيس        |
| ----------------------- | ----- | --------------- |
| إيريك جينسين 16'        | تقرير | جاكيس فويكس 61' |

| نادي بورتو | 1–2   | أتلتيك بيلباو               |
| ---------- | ----- | --------------------------- |
| ماتوس 54'  | تقرير | أغستن غينزا 8' · كانيتو 75' |

### مباريات الإياب
| سبورا لوكسمبورغ         | 2–1   | بوروسيا دورتموند  |
| ----------------------- | ----- | ----------------- |
| فريديلر 22' · ليتسش 39' | تقرير | ألفريد بيسلير 28' |

تعادل الفريقان 5–5 في مجموع المباراتين وتوجها لمباراة فاصلة.
| ليغيا وارسو                         | 2–0   | نادي سلوفان براتيسلافا |
| ----------------------------------- | ----- | ---------------------- |
| إدموند كوال 52' · لوسجان بريشزي 63' | تقرير |                        |

سلوفان براتيسلافا يفوز 4–2 في المجموع.
| مانشستر يونايتد                                                                                 | 10–0  | نادي رويال أندرلخت |
| ----------------------------------------------------------------------------------------------- | ----- | ------------------ |
| تومي تايلور 8'، 20'، 52' · دينيس فويلت 25'، 38'، 44'، 65' · بيلي ويلان 61'، 82' · جوني بيري 75' | تقرير |                    |

مانشستر يونايتد يفوز 12–0 في المجموع.
| أتلتيك بيلباو                    | 3–2   | نادي بورتو                              |
| -------------------------------- | ----- | --------------------------------------- |
| جوزي أرتيتشي 14'، 73' (ض.ج)، 82' | تقرير | هيرناني سيلفا 4' · جوزي ماريا ماتوس 20' |

أتلتيك بيلباو يفوز 5–3 في المجموع.
| نادي نيس                                                       | 5–1   | آرهوس جمناستيك فورينينغ |
| -------------------------------------------------------------- | ----- | ----------------------- |
| جاكيس فويكس 2' · فرانكوس ميلازو 27'، 74' · جاكي فيفري 45'، 60' | تقرير | إيريك جينسن 77'         |

نيس يفوز 6–2 في المجموع.
| غلطة سراي                    | 2–1   | دينامو بوخارست |
| ---------------------------- | ----- | -------------- |
| أيتاتش 42' · ميتن أوكتاي 89' | تقرير | لوان سورو 31'  |

دينامو بوخارست يفوز 4–3 في المجموع.

### المباريات الفاصلة
| بوروسيا دورتموند                                                                            | 7–0   | سبورا لوكسمبورغ |
| ------------------------------------------------------------------------------------------- | ----- | --------------- |
| ألفريد بيسلير 24'، 36' · هينز سيمر 29' · ألفريد كيلباسا 40'، 49'، 63' · فولفجانج بيتيرس 57' | تقرير |                 |

## الدور الأول
| الفريق الأول           | إجم. | الفريق الثاني        | مباراة الذهاب | مباراة الإياب |
| ---------------------- | ---- | -------------------- | ------------- | ------------- |
| مانشستر يونايتد        | 3–2  | بوروسيا دورتموند     | 3–2           | 0–0           |
| سسكا صوفيا             | 10–4 | دينامو بوخارست       | 8–1           | 2–3           |
| نادي رينجرز            | 3–13 | نادي نيس             | 2–1           | 1–2           |
| نادي سلوفان براتيسلافا | 1–2  | نادي غراسهوبر زيوريخ | 1–0           | 0–2           |
| ريال مدريد             | 5–25 | رابيد فيينا          | 4–2           | 1–3           |
| رودا ياي سي            | 3–6  | النجم الأحمر بلغراد  | 3–4           | 0–2           |
| فيورنتينا              | 2–1  | نادي نوركوبنغ        | 1–1           | 1–0           |
| أتلتيك بيلباو          | 6–5  | نادي بودابست هونفيد  | 3–2           | 3–3           |

1 نيس فاز على رينجرز 3–1 في مباراة فاصلة.
2 ريال مدريد فاز على رابيد فيينا 2–0 في مباراة فاصلة.
3 مباراة الإياب لًعبت في ملعب الملك بودوان في إقليم بروكسل العاصمة.

### مباريات الذهاب
| مانشستر يونايتد                      | 3–2   | بوروسيا دورتموند                          |
| ------------------------------------ | ----- | ----------------------------------------- |
| دينيس فويلت 10'، 25' · ديفيد بيج 35' | تقرير | هيلموت كابيتولسكي 68' · ألفريد بيسلير 75' |

| سسكا صوفيا                                                                                           | 8–1   | دينامو بوخارست       |
| --- | ----- | -------------------- |
| إيفان بوتكيف كوليف 12'، 56'، 63' · ديميتار ميلانوف 20'، 65' · بانايوتوف 36'، 66' · جورجي ديمتروف 80' | تقرير | جورج باكوت 71' (ض.ج) |

| نادي رينجرز                        | 2–1   | نادي نيس       |
| ---------------------------------- | ----- | -------------- |
| ماكس موراي 40' · بيلاي سيمبسون 81' | تقرير | جاكي فيفري 23' |

| نادي سلوفان براتيسلافا | 1–0   | نادي غراسهوبر زيوريخ |
| ---------------------- | ----- | -------------------- |
| أنتون مورافيسيتش 20'   | تقرير |                      |

| ريال مدريد                                         | 4–2   | رابيد فيينا                      |
| -------------------------------------------------- | ----- | -------------------------------- |
| ألفريدو دي ستيفانو 9'، 21' · جوزيه مارسال 60'، 63' | تقرير | روبيرت دينست 58' · كارل غيبر 90' |

| رودا ياي سي                                                            | 3–4   | النجم الأحمر بلغراد                                          |
| ---------------------------------------------------------------------- | ----- | ------------------------------------------------------------ |
| هوبيرت جينسين 8' · هوبيرت بيكوبس 78' · لازار تاسيتش 81' (خطأ في مرماه) | تقرير | بورا كوستيتش 4'، 75' · إيفان توبلاك 42' · أنتون رودينسكي 82' |

| فيورنتينا         | 1–1   | نادي نوركوبنغ |
| ----------------- | ----- | ------------- |
| كلاويو بيزاري 15' | تقرير | هاري بيلد 8'  |

| أتلتيك بيلباو                                              | 3–2   | نادي بودابست هونفيد                  |
| ---------------------------------------------------------- | ----- | ------------------------------------ |
| جوزي أرتيتشي 16' · فيليكس مارسيدا 27' · إغناسيو أرتيتا 82' | تقرير | لاسزلو بوداي 75' · ساندور كوتشيس 85' |

### مباريات الإياب
| النجم الأحمر بلغراد                 | 2–0   | رودا ياي سي |
| ----------------------------------- | ----- | ----------- |
| إيفان توبلاك 32' · بورا كوستيتش 84' | تقرير |             |

النجم الأحمر فاز 6–3 في المجموع.
| نادي نيس                          | 2–1   | نادي رينجرز           |
| --------------------------------- | ----- | --------------------- |
| روبين برافو 61' · جاكيس فويكس 64' | تقرير | جوني هوبارد 40' (ض.ج) |

تعادل الفريقان بنتيجة 3-3 في مجموع المباراتين وتوجها لمباراة فاصلة.
| رابيد فيينا                    | 3–1   | ريال مدريد             |
| ------------------------------ | ----- | ---------------------- |
| إرنست هابل 18'، 38' (ض.ج)، 40' | تقرير | ألفريدو دي ستيفانو 60' |

تعادل الفريقان بمجموع 5-5 في المباراتين وتوجها لمباراة فاصلة.
| بوروسيا دورتموند | 0–0   | مانشستر يونايتد |
| ---------------- | ----- | --------------- |
|                  | تقرير |                 |

مانشستر يونايتد فاز 3–2 في المجموع
| نادي نوركوبنغ | 0–1   | فيورنتينا           |
| ------------- | ----- | ------------------- |
|               | تقرير | جيوسيبي فيرجيلي 16' |

فيرونتينا فاز 2–1 في المجموع
| نادي غراسهوبر زيوريخ                  | 2–0   | نادي سلوفان براتيسلافا |
| ------------------------------------- | ----- | ---------------------- |
| فوكوسافليفيتش 75' · رايموند دوريت 89' | تقرير |                        |

غراسهوبر زيورخ فاز 2–1 في المجموع
| نادي بودابست هونفيد                       | 3–3   | أتلتيك بيلباو                                |
| ----------------------------------------- | ----- | -------------------------------------------- |
| لاسزلو بوداي 6'، 82' · فيرينتس بوشكاش 86' | تقرير | أرماندو ميروديو 1'، 72' · إغناسيو أرتيتا 67' |

أتلتيك بيلباو فاز 6–5 في المجموع
| دينامو بوخارست                                                 | 3–2   | سسكا صوفيا                           |
| -------------------------------------------------------------- | ----- | ------------------------------------ |
| ديميترو نيكولاي 58' (ض.ج) · ريموس لازار 67' · فلايريو نيغو 84' | تقرير | غافريل ستويانوف 23' · كروم يانيف 62' |

سسكا صوفيا 10–4 في المجموع.

### المباريات الفاصلة
| نادي نيس                                            | 3–1   | نادي رينجرز                       |
| --------------------------------------------------- | ----- | --------------------------------- |
| جاكيس فويكس 45' · ألبيرتو مورو 50' · جاكي فيفري 75' | تقرير | غيلبيرت بونفين 51' (خطأ في مرماه) |

| ريال مدريد                         | 2–0   | رابيد فيينا |
| ---------------------------------- | ----- | ----------- |
| خوسي إغليسياس 1' · ريموند كوبا 23' | تقرير |             |

## ربع النهائي
| الفريق الأول        | إجم. | الفريق الثاني        | مباراة الذهاب | مباراة الإياب |
| ------------------- | ---- | -------------------- | ------------- | ------------- |
| أتلتيك بيلباو       | 5–6  | مانشستر يونايتد      | 5–3           | 0–3           |
| فيورنتينا           | 5–3  | نادي غراسهوبر زيوريخ | 3–1           | 2–2           |
| ريال مدريد          | 6–2  | نادي نيس             | 3–0           | 3–2           |
| النجم الأحمر بلغراد | 4–3  | سسكا صوفيا           | 3–1           | 1–2           |

### مباريات الذهاب
| أتلتيك بيلباو                                                                        | 5–3   | مانشستر يونايتد                                    |
| ------------------------------------------------------------------------------------ | ----- | -------------------------------------------------- |
| إغناسيو يروبي 2'، 28' · فيليكس مارسيدا 43' · أرماندو ميروديو 73' · جوزيه أرتيتشي 78' | تقرير | تومي تايلور 48' · دينيس فويلت 54' · بيلي ويلان 85' |

| فيورنتينا                                  | 3–1   | نادي غراسهوبر زيوريخ |
| ------------------------------------------ | ----- | -------------------- |
| أرماندو سيغاتو 3' · رومانو تاكولا 10'، 12' | تقرير | روبيرت بالمان 31'    |

| ريال مدريد                                 | 3–0   | نادي نيس |
| ------------------------------------------ | ----- | -------- |
| خوسي إغليسياس 18' · إنريكي ماتيوس 49'، 72' | تقرير |          |

| النجم الأحمر بلغراد                          | 3–1   | سسكا صوفيا     |
| -------------------------------------------- | ----- | -------------- |
| بورا كوستيتش 6'، 25' · فلاديمير بوبوفيتش 53' | تقرير | كروم يانيف 88' |

### مباريات الإياب
| مانشستر يونايتد                                   | 3–0   | أتلتيك بيلباو |
| ------------------------------------------------- | ----- | ------------- |
| دينيس فويلت 42' · تومي تايلور 70' · جوني بيري 85' | تقرير |               |

مانشيستر يونايتد فاز 6–5 في المجموع
| سسكا صوفيا                              | 2–1   | النجم الأحمر بلغراد    |
| --------------------------------------- | ----- | ---------------------- |
| ستيفان بوسخوف 22' (ض.ج) · بانايوتوف 39' | تقرير | لازار تاسيتش 29' (ض.ج) |

النجم الأحمر فاز 4–3 في المجموع
| نادي غراسهوبر زيوريخ                  | 2–2   | فيورنتينا                |
| ------------------------------------- | ----- | ------------------------ |
| روبيرت بالمان 25' · فوكوسافلجيفتش 85' | تقرير | جولينهو 7' · مونتوري 52' |

فيرونتينا فاز 5–3 في المجموع
| نادي نيس                                  | 2–3   | ريال مدريد                                      |
| ----------------------------------------- | ----- | ----------------------------------------------- |
| جاكيس فويكس 15' · فيرينك كوكسور 82' (ض.ج) | تقرير | خوسي إغليسياس 45' · ألفريدو دي ستيفانو 50'، 79' |

ريال مدريد فاز 6–2 في المجموع

## نصف النهائي
| الفريق الأول        | إجم. | الفريق الثاني   | مباراة الذهاب | مباراة الإياب |
| ------------------- | ---- | --------------- | ------------- | ------------- |
| النجم الأحمر بلغراد | 0–1  | فيورنتينا       | 0–1           | 0–0           |
| ريال مدريد          | 5–3  | مانشستر يونايتد | 3–1           | 2–2           |

### مباريات الذهاب
| النجم الأحمر بلغراد | 0–1   | فيورنتينا          |
| ------------------- | ----- | ------------------ |
|                     | تقرير | ماوريليو بريني 88' |

| ريال مدريد                                                   | 3–1   | مانشستر يونايتد |
| ------------------------------------------------------------ | ----- | --------------- |
| هيكتور ريال 61' · ألفريدو دي ستيفانو 63' · إنريكي ماتيوس 83' | تقرير | تومي تايلور 82' |

### مباريات الإياب
| فيورنتينا | 0–0   | النجم الأحمر بلغراد |
| --------- | ----- | ------------------- |
|           | تقرير |                     |

فيرونتينا فاز 1–0 في المجموع
| مانشستر يونايتد                     | 2–2   | ريال مدريد                        |
| ----------------------------------- | ----- | --------------------------------- |
| تومي تايلور 62' · بوبي تشارلتون 85' | تقرير | ريموند كوبا 25' · هيكتور ريال 33' |

ريال مدريد فاز 5–3 في المجموع

## النهائي

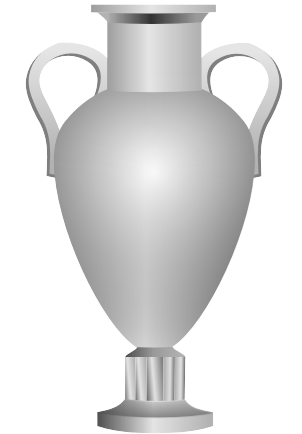
صورة الكأس

| ريال مدريد                                         | 2–0   | فيورنتينا |
| -------------------------------------------------- | ----- | --------- |
| ألفريدو دي ستيفانو 69' (ض.ج) · فرانشيسكو خينتو 75' | تقرير |           |

## الهدافين
| المركز | الإسم              | النادي              | الأهداف |
| ------ | ------------------ | ------------------- | ------- |
| 1      | دينيس فويلت        | مانشستر يونايتد     | 9       |
| 2      | تومي تايلور        | مانشستر يونايتد     | 8       |
| 3      | ألفريدو دي ستيفانو | ريال مدريد          | 7       |
| 4      | ألفريد بيسلير      | بوروسيا دورتموند    | 6       |
| 5      | جوزي أرتيتكسي      | أتلتيك بيلباو       | 5       |
| 5      | جاكيس فويكس        | نادي نيس            | 5       |
| 5      | بورا كوستيتش       | النجم الأحمر بلغراد | 5       |
| 8      | جاكي فيفري         | نادي نيس            | 4       |
| 8      | إيفان بوتكيف كوليف | سسكا صوفيا          | 4       |
| 10     | مارك بوريكس        | سبورا لوكسمبورغ     | 3       |
| 10     | إرنست هابل         | رابيد فيينا         | 3       |
| 10     | خوسي إغليسياس      | ريال مدريد          | 3       |
| 10     | ألفريد كيلباسا     | بوروسيا دورتموند    | 3       |
| 10     | إنريكي ماتيوس      | ريال مدريد          | 3       |
| 10     | أرماندو ميروديو    | أتلتيك بيلباو       | 3       |
| 10     | بيلي ويلان         | مانشستر يونايتد     | 3       |